# Gamagarita
La gamagarita és un mineral de la classe dels fosfats, que pertany al supergrup de la brackebuschita. Rep el nom de la serralada de Gamaraga, a Sud-àfrica, la seva localitat tipus.

## Característiques
La gamagarita és un vanadat de fórmula química Ba₂Fe3+(VO₄)₂(OH). Cristal·litza en el sistema monoclínic. La seva duresa a l'escala de Mohs es troba entre 4,5 i 5.
Segons la classificació de Nickel-Strunz, la gamagarita pertany a «08.BG: Fosfats, etc. amb anions addicionals, sense H₂O, amb cations de mida mitjana i gran, (OH, etc.):RO₄ = 0,5:1» juntament amb els següents minerals: arsentsumebita, bearthita, brackebuschita, goedkenita, tsumebita, arsenbrackebuschita, feinglosita, bushmakinita, tokyoïta, calderonita, melonjosephita i tancoïta.

## Formació i jaciments
Va ser descoberta a la serralada de Gamaraga, dins de la Granja de Gloucester, al camp de manganès de Postmasburg (Cap Septentrional, Sud-àfrica). També ha estat descrita en altres indrets propers dins el mateix camp de manganès, així com a Àustria, Itàlia i el Japó.